# 126e division d'infanterie (France)
Pour les articles homonymes, voir 126e division d'infanterie.
La 126e division d'infanterie est une division d'infanterie de l'armée de terre française qui a participé à la Première Guerre mondiale.

## Les chefs de la126edivisiond'infanterie
- 14 juin 1915 - 19 décembre 1916 : Général Muteau
- 19 décembre 1916 - 11 février 1919 : Général Mathieu

## Première Guerre mondiale

### Composition
- Infanterie

55e régiment d'infanterie de juin 1915 à novembre 1918
112e régiment d'infanterie de juin 1915 à novembre 1918
173e régiment d'infanterie de juin 1915 à novembre 1918
255e régiment d'infanterie de juin 1915 à mars 1917
- Cavalerie

1 escadron du 9e régiment de chasseurs à cheval de juin 1915 à janvier 1917
2 escadrons du 6e régiment de hussards de janvier 1917 à novembre 1918
- Artillerie

3 groupes (2 groupes de juin 1915 à juillet 1916) de 75 modèle 1897 du 38e régiment d'artillerie de campagne de juillet 1916 à novembre 1918
1 groupe de 90 modèle 1877 (remplacés par des 75 en mai 1916) du 18e régiment d'artillerie de campagne de janvier à juin 1916
127e batterie de 58 du 38e régiment d'artillerie de campagne de juillet 1916 à janvier 1918
101e batterie de 58 du 38e régiment d'artillerie de campagne de janvier à novembre 1918
6e groupe de 155c du 115e régiment d'artillerie lourde de juillet à novembre 1918
- Génie

compagnie 4/13 et 4/13bis du 1er régiment du génie
1 bataillon du 42e régiment d'infanterie territoriale novembre 1918

### Historique

#### 1915
- 9 - 19 juin : constitution et concentration.
- 19 juin - 15 août : occupation d'un secteur vers le bois d'Hauzy et Vienne-le-Château, réduit à droite du 6 au 16 juillet jusqu'au nord de Saint-Thomas, puis le 6 août jusqu'à l'Aisne.
- 15 - 29 août : retrait du front, repos vers La Neuville-aux-Bois. À partir du 20 août, transport par V.F. dans la région de Villers-Cotterêts.
- 29 août - 15 octobre : mouvement vers le front et occupation d'un secteur vers le moulin Pontoy et le bois des Buttes, réduit à gauche du 14 septembre au 11 octobre, jusqu'à la ferme du Temple.
- 15 - 21 octobre : retrait du front, mouvement par étapes à l'ouest de Reims ; repos.
- 21 octobre - 13 novembre : transport par camions à l'est de Reims, puis occupation d'un secteur vers la ferme des Marquises et le nord-est de Saint-Léonard.
- 13 - 28 novembre : retrait du front, mouvement vers la région de Cumières ; repos.
- 28 novembre - 2 décembre : transport par V.F. d'Épernay, à Saint-Hilaire-au-Temple et mouvement vers la région de La Croix-en-Champagne.
- 2 décembre 1915 - 4 mai 1916 : occupation d'un secteur vers la cote 196 et le nord des Mamelles, réduit à gauche du 3 janvier au 27 février 1916 jusqu'à La Courtine.

#### 1916
- 4 - 16 mai : retrait du front, mouvement vers le nord de Vitry-le-François ; repos.
- 16 mai - 12 juillet : mouvement vers le nord de Daucourt, puis transport par V.F. dans la région de Verdun. À partir du 1er juin, engagée dans la bataille de Verdun vers la cote 304 et la corne sud-est du bois d'Avocourt.

4, 9 juin : attaques allemandes.
12 juin - 2 juillet : repos.
2 juillet : contre-attaque française.
4, 8 juillet : attaques allemandes.
- 12 - 23 juillet : retrait du front et repos vers Robert-Espagne.
- 23 juillet - 11 novembre : transport par camions dans la région de Verdun ; repos (éléments en secteur dès le 4 août). À partir du 17 août, occupation d'un secteur vers Avocourt et le bois d'Avocourt, étendu à droite jusqu'au bois Camard.
- 11 novembre - 11 décembre : retrait du front ; transport par camions dans la région de Vavincourt ; repos.
- 11 - 22 décembre : transport par camions à Verdun. À partir du 14 décembre, occupation d'un secteur entre la Meuse et le bois d'Haudromont (exclu). Engagée le 15 décembre dans la bataille offensive de Verdun. Prise de Vacherauville et de la cote du Poivre. Puis occupation et organisation des positions conquises entre la Meuse et Louvemont.
- 22 décembre 1916 - 16 janvier 1917 : retrait du front, repos à l'est de Bar-le-Duc.

#### 1917
- 16 janvier - 4 février : transport par camions vers le front et occupation d'un secteur vers la ferme des Chambrettes et Louvemont.
- 4 - 28 février : retrait du front, repos vers Vaubecourt, puis à partir du 13 février vers Condé-en-Barrois.
- 28 février - 29 juin : mouvement par étapes vers la région de Verdun ; à partir du 6 mars occupation d'un secteur vers la ferme des Chambrettes et Louvemont.

13 avril : occupation d'un nouveau secteur vers Louvemont, la côte du Poivre, Vacherauville. Extension du front le 10 juin sur la rive gauche de la Meuse vers Charny-sur-Meuse et Marre.
- 29 juin - 6 août : retrait du front et transport par V.F. vers Joinville-en-Vallage ; repos et instruction.
- 6 août - 3 septembre : transport par camions dans la région de Verdun ; travaux offensifs  ; à partir du 8 août occupation d'un secteur vers Marre et la partie ouest de la côte du Poivre.

20 août : engagement dans la deuxième bataille offensive de Verdun, prise de la cote de Talou et des villages de Charny et Samogneux. Puis organisation des positions conquises sur la côte de Talou.
- 3 septembre - 18 octobre : retrait du front, mouvement vers Vendeuvre-sur-Barse ; repos. À partir du 3 octobre, transport par V.F. de la région de Bar-sur-Aube, dans celle de Neuviller-sur-Moselle ; repos.
- 18 octobre 1917 - 2 juin 1918 : transport par camions vers le front et occupation d'un secteur sur la Seille vers Brin-sur-Seille et Chenicourt, étendu à gauche, le 31 mars jusqu'à Clémery.

#### 1918
- 2 - 9 juin : retrait du front, mouvement vers Nancy ; à partir du 4 juin, mouvement par V.F. vers Pont-Sainte-Maxence ; repos au nord de cette localité. À partir du 6 juin, mouvement vers le nord de Compiègne (éléments employés à des travaux).
- 9 juin - 6 juillet : engagée dans la bataille du Matz, arrêt de l'offensive allemande vers Antheuil (des éléments de la division combattent avec le 2e C.A.). Puis organisation d'un nouveau front vers le nord de Villers-sur-Coudun et Antheuil.
- 6 juillet - 6 août : retrait du front ; repos au sud-ouest de Compiègne. À partir du 13 juillet, mouvement vers Saint-Just-en-Chaussée, repos et instruction.
- 6 août - 3 septembre : transport par camions vers le confluent de l'Avre et de la Luce. À partir du 8 août, engagée dans la bataille de Picardie : offensive en direction de Roye, combats vers Fresnoy-en-Chaussée, Hangest-en-Santerre, Arvillers, Fresnoy-lès-Roye, Nesle puis le long de l'Ingon et sur la Somme.
- 3 septembre - 8 octobre : retrait du front, repos dans la région Bonneuil-les-Eaux, Hardivillers ; puis mouvement vers le front par Bonneuil-les-Eaux Faverolles, Amy, Nesle et Villers-Saint-Christophe.
- 8 - 19 octobre : occupation d'un secteur de combat sur le canal de Saint-Quentin. Engagée dans la bataille du canal de Saint-Quentin, attaques des positions allemandes au nord de Saint-Quentin et progression jusqu'au Petit-Verly.
- 19 octobre - 11 novembre : retrait du front ; repos au sud de Bohain-en-Vermandois. À partir du 29 octobre, mouvement vers Saint-Quentin, puis le 6 novembre vers Guise ; repos.

### Rattachement
La 126e D.I. est affectée au 15e C.A. de juin 1915 à novembre 1918.
- 1re armée

16 juillet - 11 novembre 1918
- 2e armée

2 décembre 1915 - 4 janvier 1916
17 mai 1916 - 5 septembre 1917
- 3e armée

8 juin - 10 août 1915
4 juin - 16 juillet 1918
- 4e armée

28 novembre - 2 décembre 1915
5 janvier - 16 mai 1916
5 septembre - 3 octobre 1917
- 5e armée

28 août - 28 novembre 1915
- 6e armée

20 - 28 août 1915
- 8e armée

3 octobre 1917 - 4 juin 1918
- Groupement Pétain

10 - 20 août 1915